# Rundtörn
Ein Rundtörn ist eine Grundform in der Knotenkunde. Es entsteht, wenn eine Leine eineinhalbmal um einen Gegenstand gelegt wird. Die Leine windet sich dabei um 540° um den Gegenstand.

## Knüpfen
Es gibt zwei Möglichkeiten einen Rundtörn zu legen. Um sie zu benennen, kann man die Rechte-Faust-Regel benutzen. Diese Benennung ist in der Knotenkunde zwar nicht allgemein gebräuchlich, aber in Ermangelung einer anderen Benennung hier angewandt.

### Rechts- und linksgängiger Rundtörn
- Der Rundtörn ist rechtsgängig, wenn es sich im Uhrzeigersinn windet (in der Richtung gesehen, in der es sich vom Betrachter entfernt).
- Rundtörn ist linksgängig, wenn es sich im Gegenuhrzeigersinn windet.

Die Gängigkeit des Rundtörnes ist absolut, d. h., sie ist unabhängig davon, ob man entlang der Achse von oben oder von unten auf den Rundtörn blickt.

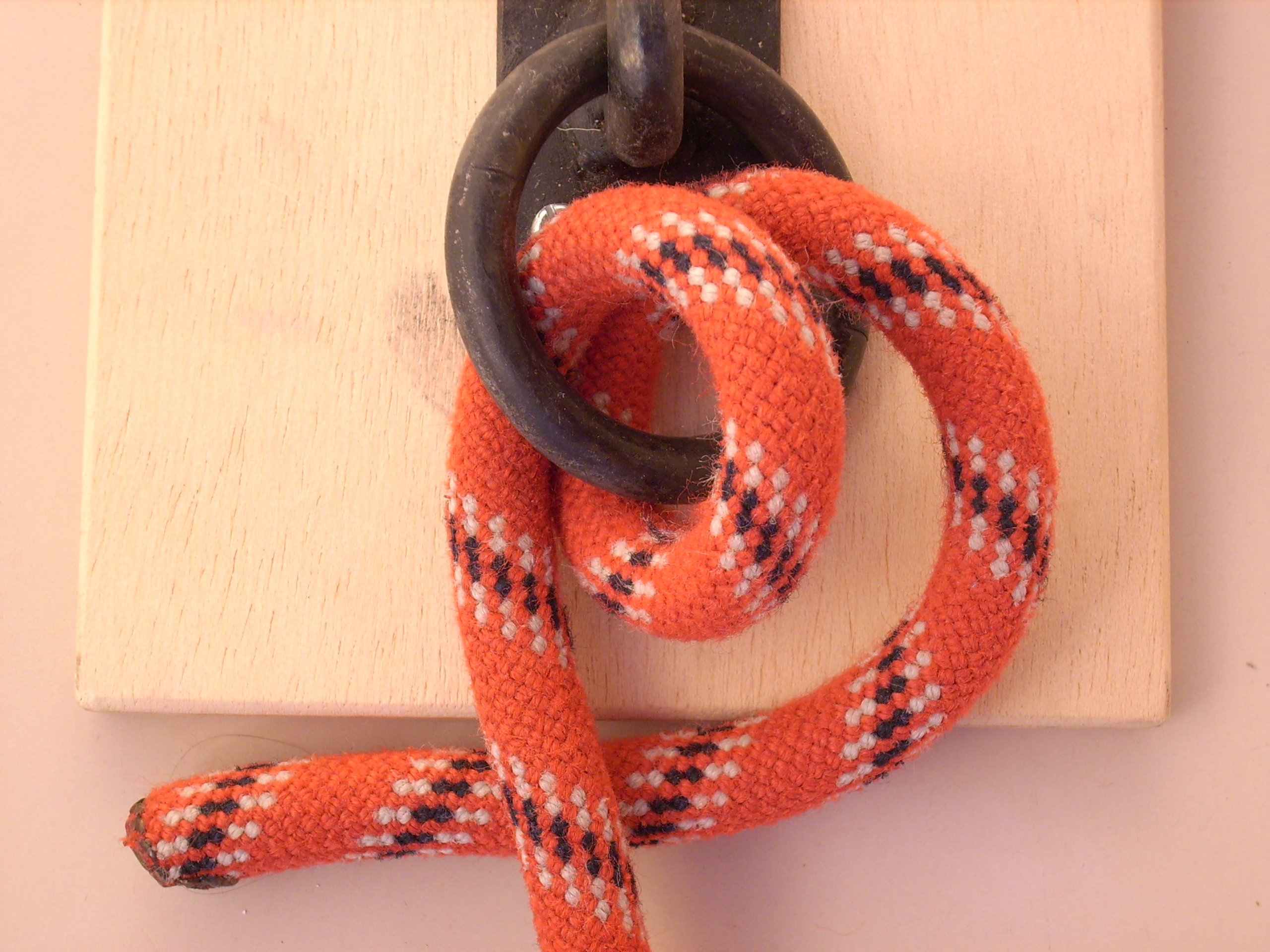
Rechtsgängiger Rundtörn
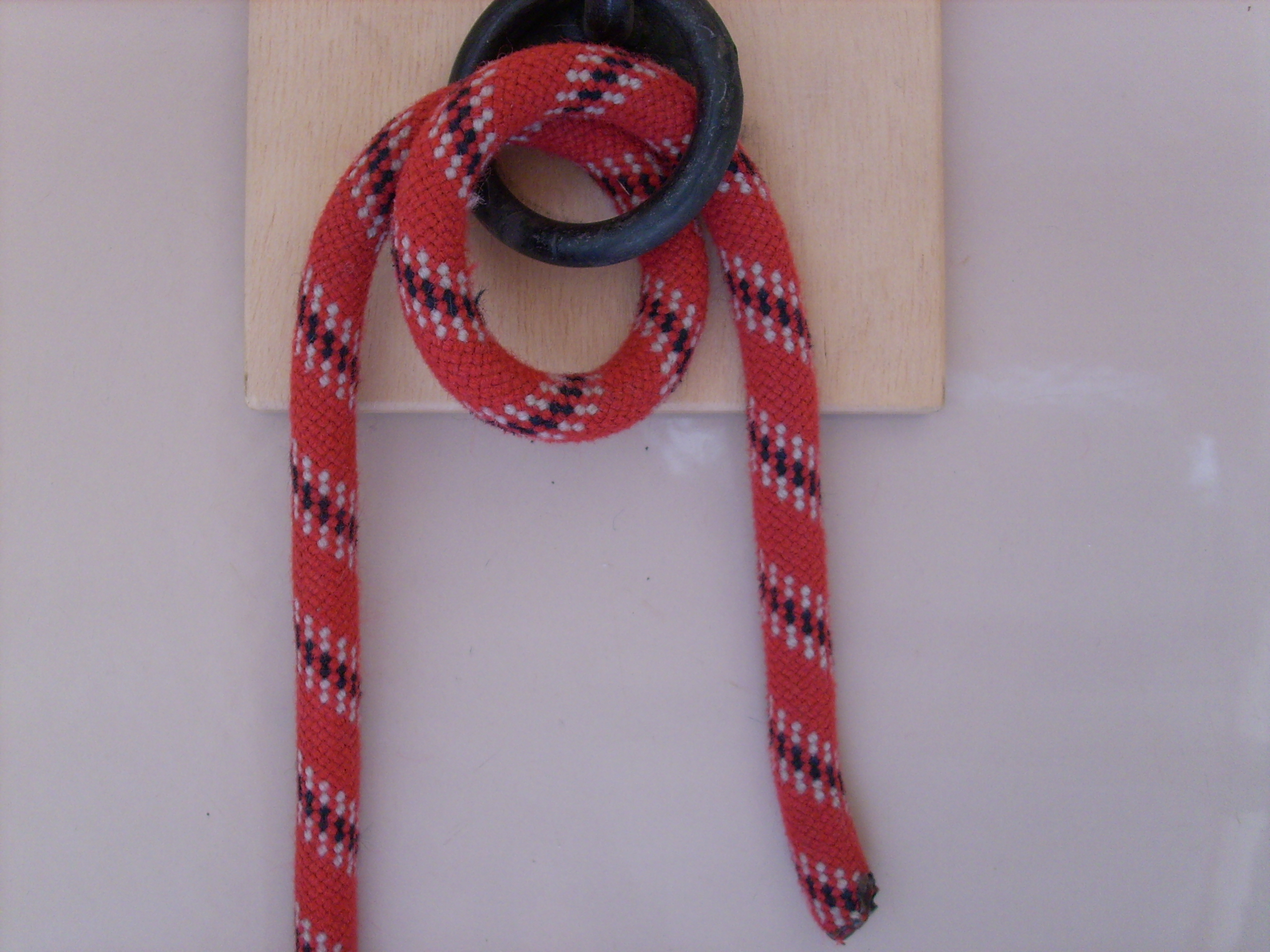
Linksgängiger Rundtörn

## Abgrenzung
Legt man eine Leine dagegen nur einmal (360°) um einen Gegenstand oder um eine andere Leine, um eine schwere Last zu tragen oder den Zug eines Boots zu halten, so wird dies "(einfacher) Törn" oder früher auch Auge genannt.
Ein Auge ist eine Grundform der Knotenkunde, bei der sich die Beine einer Bucht überkreuzen.
Um ein Auge von einem Törn zu unterscheiden, 
spricht man heute in der Knotenkunde nur noch von einem Auge, wenn sich eine Leine nicht um einen Gegenstand windet.
Man benutzt den Begriff Törn auch allgemein, ohne speziell auf die Anzahl der Windungen einzugehen.

Törn (1facher Törn, 360°)
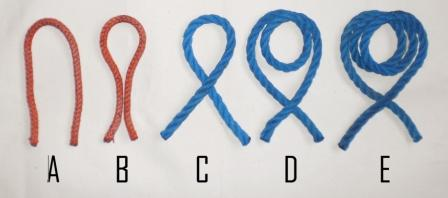
A: Bucht B: geschlossene Bucht (auch: Schlaufe oder Schleife) C: einfacher Törn oder Auge[3] D: Rundtörn (1,5facher Törn) E: zwei Rundtörns (3facher Törn)

## Anwendungen und Abwandlungen
Der Rundtörn dient dazu, die Kraft zum Halten eines Objekts zu verringern. An der losen Part muss eine geringere Kraft ausgeübt werden, da ein an der stehenden Part festgemachtes Objekt zusätzlich die Seilreibung an der Umwicklung überwinden muss.
Bei einem einfachen Törn benötigt man nur etwa 40 % der Kraft zum Halten. Bei zwei Rundtörn reichen bereits 5,9 % aus.

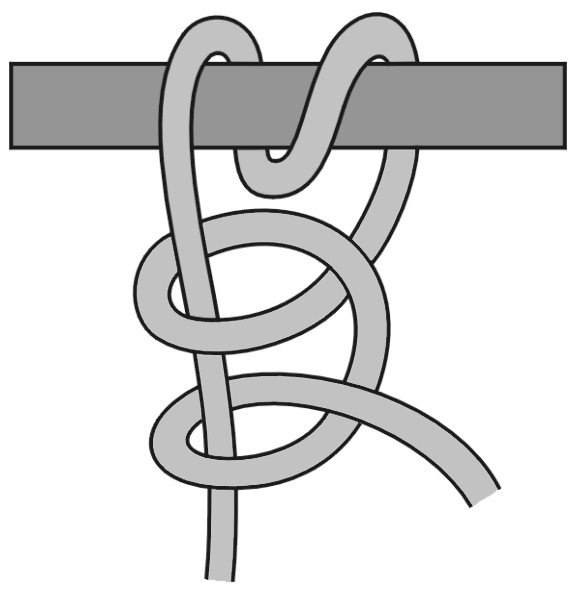
Rundtörn mit zwei halben Schlägen (ABoK #1720)
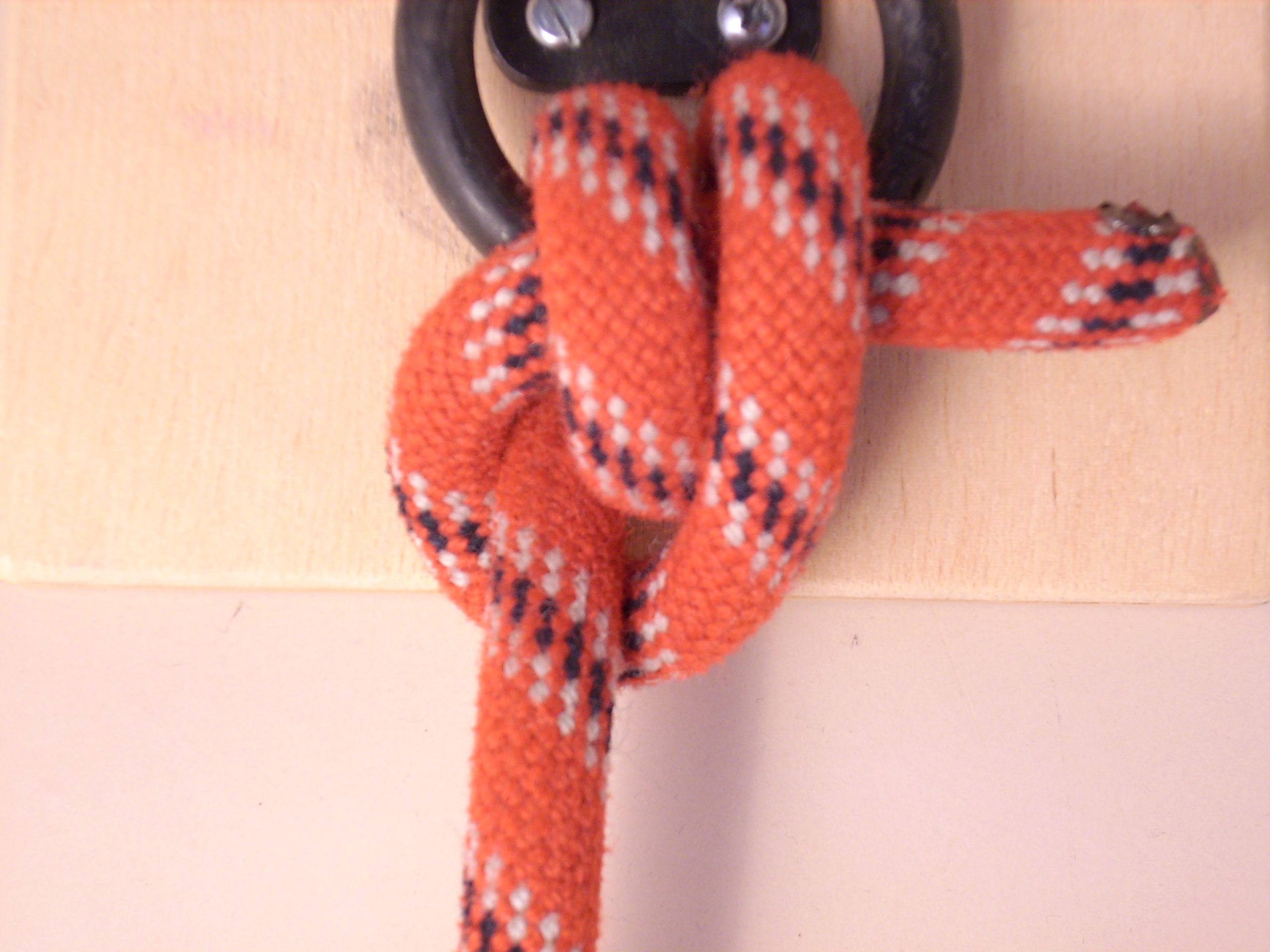
Der Roringstek ist ein Knoten zur Befestigung einer Leine an einem Ankerring.
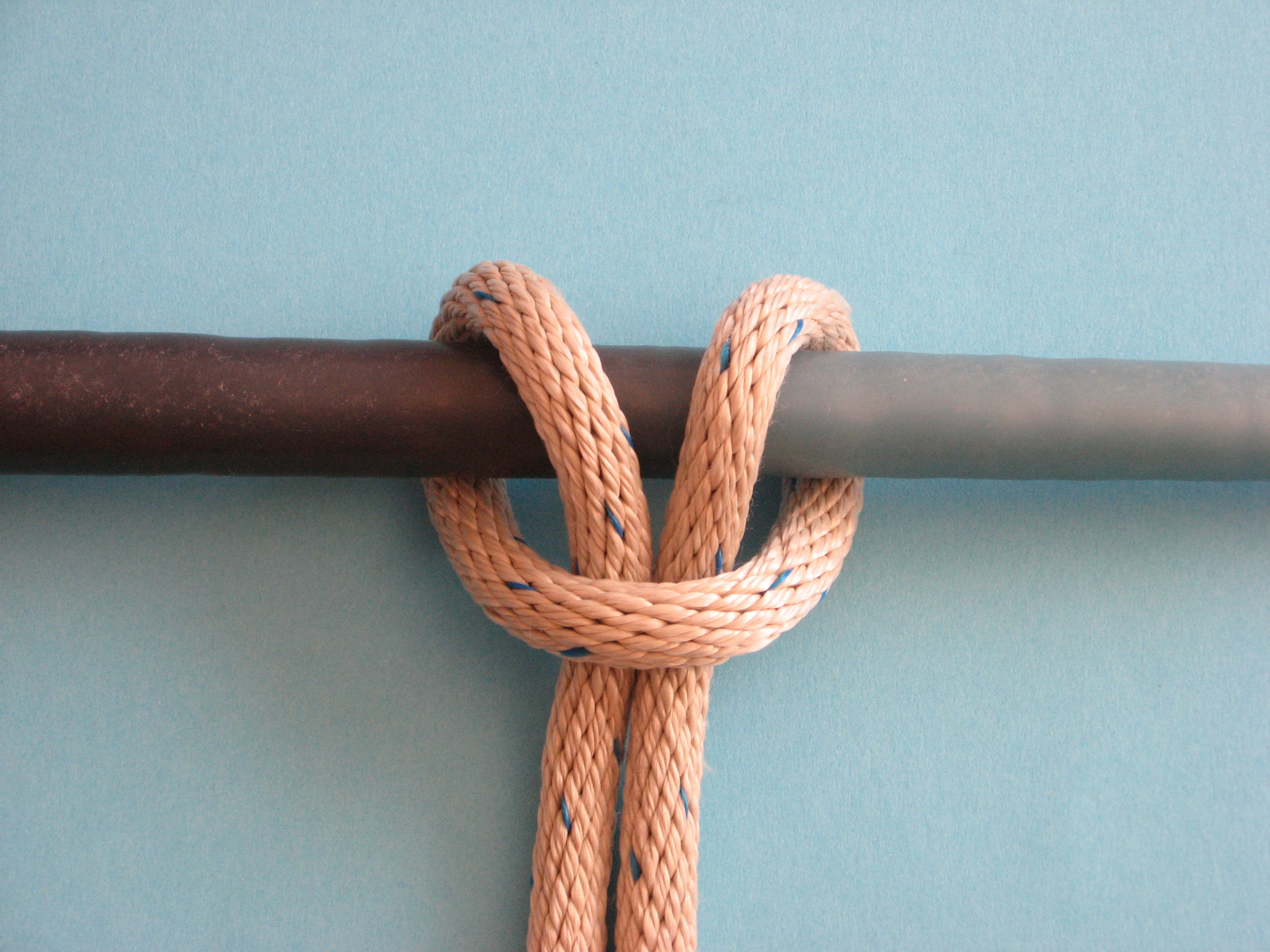
Der Ankerstich ist ein einfacher Knoten zum Festmachen, der sich leicht knüpfen und lösen lässt